# Сінден-дзукурі
| 1. Спальний палац (寝殿)           | 6. Служниця (侍所)          |
| 2. Північні хороми (北対)          | 7. Галерея (渡殿)           |
| 3. Вузький павільйон (細殿)        | 8. Галерея воріт (中門廊)   |
| 4. Східні хороми (東対)            | 9. Павільйон рибалки (釣殿) |
| 5. Північно-східні хороми (東北対) |                             |

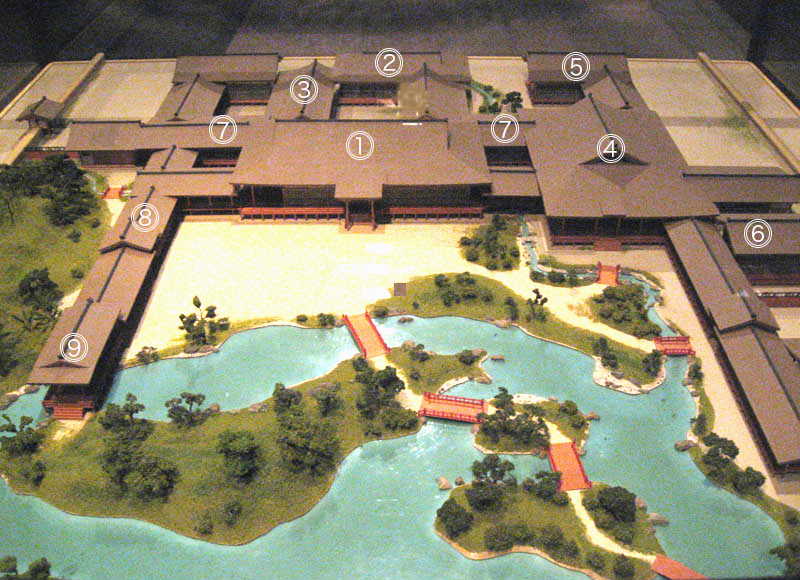
Макет резиденції аристократа у стилі сінден-дзукурі (Кіотський музей культури).

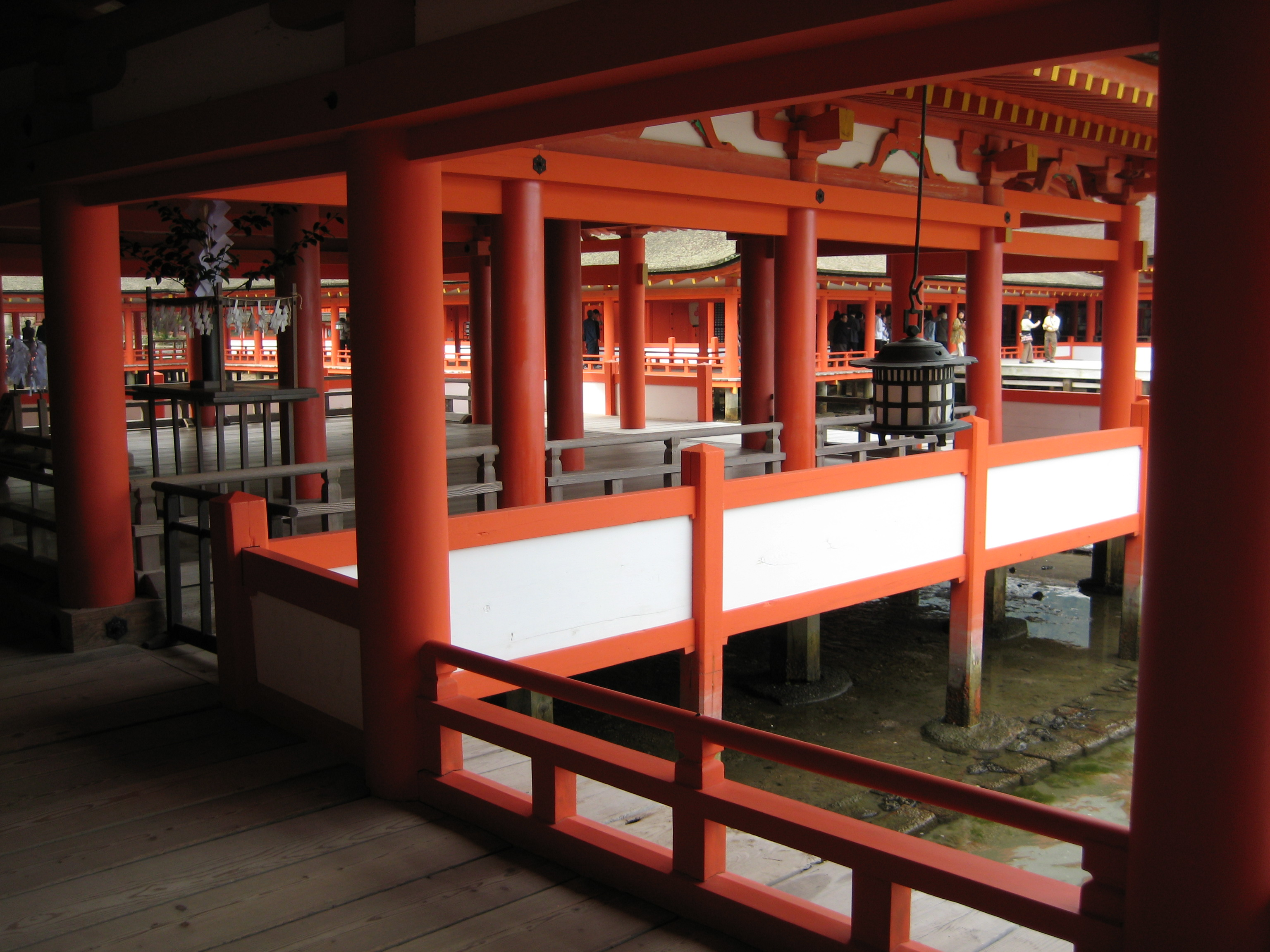
Галереї Святилища Іцукусіма, збудованого Тайрою но Кійоморі у стилі сінден-дзукурі.

Сінден-дзукурі (яп. 寝殿造り, しんでんづくり, «спально-палацовий стиль») — стиль житлових споруд японських столичних аристоратів 10 — 12 століття періоду Хей'ан. Його особливістю є симетричне розташування головних будівель аристократичного маєтку та вільний простір поміж будівлями. Використовувався для будівництва резиденцій можновладців у Кіото, буддійських храмів і синтоїстських монастирів.

## Короткі відомості
Столична резиденція японського аристократа будувалася на широкій площі, розміром 120 м². У плані вона нагадувала українські букви «Н» або «П».
Головною будівлею резиденції виступав прямокутний у плані «спальний палац» (寝殿, сінден), який зводили посередині і розміщували горизонтально, з заходу на схід. Обабіч нього будували рівновіддалені комплекси додаткових споруд, які називалися «протилежні хороми» (対, тай). Зазвичай, їх розміщували під прямим кутом до «спального палацу», з півночі на південь, і з'єднували з ним критими безстінними «одно-просвітними галереями» (透渡殿, суківата-доно) і «дво-просвітними галереями» (渡殿, вата-доно). У центральній частині галереї, яка зв'язувала «протилежні хороми» на заході зводили вхідні ворота, а сама галерея називалися «галереєю воріт» (中門廊, тюмонро). Від неї на південь вів коридор до Павільйону рибалки (釣殿, цурі-доно). Таким чином, усі будівлі розташовували таким чином, що у південній частині резиденції утворювався внутрішній двір. У ньому проходили різні церемонні, зустріч зі слугами тощо. На півдні цього двору зводився японський сад, зі штучним ставком і островами, з'єднаними невеликими містками. Уся резиденція обносилася глиняним муром (築地, цуйдзі). Входи до неї були на заході і сході.
Головним приміщенням «спального палацу» і «сусідніх хоромів» була центральна велика «материнська кімната» (母屋, моя), довкола якої були внутрішні нави (廂, хісасі) і зовнішні нави (孫廂, маґо-хісасі). Нави не мали стін, але були оточені дерев'яними решітчатими віконницями (蔀戸, сітомідо) або пласкими навісними дверима (妻戸, цумадо). Їх слід було відкривати вдень для провітрювання приміщення, завдяки чому центральна кімната і нави утворювали єдиний простір. Виняток становила «кімната-мазанка» (塗篭, нуріґоме), оточена з усіх боків глиняними стінами з дверима. Її використовували як спальню або комору.
Начинням кімнат «спального палацу» і «сусідніх хоромів» були ширми (屏風, бьобу), бамбукові завіси (簾, сударе), переносні розсувні дверцята (衝立障子, цуйтате-сьодзі), стінки-завіси (壁代, кабесіро), переносні завіси (几帳, кітьо), солом'яні мати (畳, татамі) і підстилки (円座, ендза), різноманітні скриньки, підставки і столики. Усі речі були невисокі і невеликі, оскільки життя в кімнатах палацу проходило, переважно, сидячи. Відсутність великих і важких меблів давала можливість швидко пристосовувати житловий простір для різних ситуацій.
Стиль сінден-дзукурі був запозичений самураями, на основі якого виник стиль «садиби військового» буке-дзукурі.